# Stijn Smeulders
S.J.A.H. (Stijn) Smeulders (Helmond, 22 juli 1985) is een Nederlands politicus en bestuurder. Hij is lid van de PvdA. Sinds 16 juli 2021 is hij gedeputeerde van Noord-Brabant.

## Maatschappelijke carrière
Smeulders volgde van 1997 tot 2002 het havo op het Carolus Borromeus College te Helmond. Van 2002 tot 2004 studeerde hij bedrijfskader en van 2005 tot 2008 management, economie en recht (afstudeerrichting vastgoed & makelaardij) aan de Fontys Hogescholen te Eindhoven. Van 2004 tot 2005 studeerde hij politicologie aan de Radboud Universiteit te Nijmegen en van 2008 tot 2009 vastgoedkunde aan de Kingston University te Londen.
Van 2012 tot 2015 was Smeulders politiek adviseur van de Tweede Kamerfractie van de PvdA op de beleidsterreinen ruimtelijke ontwikkeling, energie, klimaat, water, natuur, luchtvaart, infrastructuur, mobiliteit, scheepvaart & havens, dierenwelzijn & veehouderij en binnenlands bestuur. Van 2015 tot 2019 was hij werkzaam bij de gemeente Valkenswaard, van 2015 tot 2017 als bestuursadviseur van het college en de directie en beleidsmatig coördinator P&C-cyclus, en van 2017 tot 2019 als manager Ruimtelijk Beleid.
Van 2019 tot 2020 was Smeulders als projectleider betrokken bij het Bestemmingsplan Wereld van de Efteling 2030 van de Efteling. Van 2019 tot 2021 was hij adviseur omtrent huisvestingsvraagstuk voor BioArt Laboratories. Van 2020 tot 2021 was hij secretaris van de werkgroep Zon op dak binnen de Nationaal Programma Regionale Energiestrategie. In 2021 was hij ook adviseur omtrent een strategietraject bij de Stichting Kringloopwinkel Helmond.
Smeulders was van 2018 tot 2021 partner van adviesbureau Smart Links. In 2021 was hij interim-manager Maatschappelijke & Economische Ontwikkeling bij MijnGemeenteDichtbij, een gemeenschappelijke regeling van de gemeenten Boxtel en Sint-Michielsgestel. Hij werd directeur-grootaandeelhouder van Sunny South B.V. (geen bedrijfsmatige activiteiten).

## Politieke carrière
Smeulders was in 2007 voor het eerst kandidaat voor Provinciale Staten in Noord-Brabant. Hij werd bij de verkiezingen niet verkozen en was vervolgens vier jaar lid van het bestuur van de PvdA Brabant. Tevens was hij vanaf 2010 actief als burgerlid in de gemeenteraad van Helmond. Namens de PvdA was hij van 2011 tot 2021 lid van de Provinciale Staten van Noord-Brabant, vanaf 2014 als fractievoorzitter. Hij was woordvoerder van verkeer & vervoer, erfgoedcomplexen, financiën, ruimtelijke ontwikkeling en wonen. Hij was lijsttrekker van de PvdA in Noord-Brabant voor de Provinciale Statenverkiezingen van 2015 en 2019.
In 2021 is Smeulders lid van de Gedeputeerde Staten van Noord-Brabant. Van 2021 tot 2023 had hij vrijetijd, cultuur, sport & erfgoed, bestuur & veiligheid, ontwikkelbedrijf & deelnemingen, energie & circulaire economie en mobiliteit in zijn portefeuille. Vanaf 2023 werd dat stedelijke gebiedsontwikkeling, werklocaties, mobiliteit, het ontwikkelbedrijf en deelneming in zijn portefeuille. Deelnemingen werd later slimme financiering & participaties Hij werd daarnaast namens de provincie voorzitter van BrabantStad en van de aandeelhouderscommissies van Enexis en Brabant Water. Hij werd ook de derde loco-commissaris van de Koning.

## Privéleven
Smeulders trouwde met D66-politica Gaby van den Waardenburg. Ze kregen twee dochters. Hij is een broer van GroenLinks-politicus Paul Smeulders en een achterneef van GroenLinks-politica Tineke Strik. In augustus van 2007 lanceerde hij samen met zijn broer en Paul Celie een petitie om het lied 'Brabant' van Guus Meeuwis het officiële Brabantse volkslied te maken. De actie haalde 21.366 handtekeningen op, maar Provinciale Staten wees het voorstel af.